# 小金井 宮地楽器ホール
小金井 宮地楽器ホール（こがねい みやじがっきホール、英: Koganei Miyajigakki Hall）は、東京都小金井市にある多目的ホール。
2012年3月1日オープン。2015年3月31日まで正式名称、小金井市民交流センター（こがねいしみんこうりゅうセンター）だったが、同市内に支店を持つ株式会社宮地商会がネーミングライツを取得したことにより、同年4月1日から小金井 宮地楽器ホールの名称を用いている。

## 概要
2012年3月1日に小金井市民交流センターとして正式オープンした。

## 周囲
- 武蔵小金井駅
- 武蔵小金井駅南口再開発事業で建設された施設
  - nonowa武蔵小金井 - JRグループの駅ビル（SOUTHと隣接する）
  - イトーヨーカドー武蔵小金井店
  - プラウドタワー武蔵小金井
  - アクウェルモール
  - SOCOLA武蔵小金井クロス

## 公演

### 2024年
- 『紋切りワークショップ ～折り紙とはさみで創り出される美しい文様～』（2024年7月27日）
- 『もっと知りたい！ リニア わくわくワークショップ』（2024年7月28日）
- 『【親子のためのシリーズ】 音楽の絵本 「コンブリオ」』（2024年8月24日）
- 『《共催》 夏休み 木工チャレンジ 2024 展覧会・表彰式』（2024年8月21日 - 8月25日）
- 『ミニオンズ フィーバー』（2024年8月28日、第74回 社会を明るくする運動 子ども映画会）
- 『こがねい落語特選』
  - 『納涼 歓天喜地の会』（2024年9月28日）